# 北川勇次
北川 勇次（きたがわ ゆうじ、1986年8月11日 - ）は、日本のラグビー選手。
2015年10月現在、日本代表通算6キャップを獲得する。

## プロフィール
- 大阪府出身。
- 身長195cm、体重106kg
- 血液型A型
- ポジション：ロック
- ニックネームはジャンボ
- 共に実兄の公章（元ワールド）克幸（元近鉄）もラグビー選手だった。

## 経歴
- 2002年〜2005年：大阪桐蔭高校
- 2005年〜2009年：関東学院大学
- 2009年〜2014年[1]：三洋電機ワイルドナイツ・パナソニック ワイルドナイツ
  - 2010年10月3日に行われたジャパンラグビートップリーグ第4節のNTTコミュニケーションズシャイニングアークス戦に途中出場で公式戦初出場を果たす[2]。
- 2015年[3]〜2019年[4]：釜石シーウェイブスRFC

## 日本代表
2007年2月5日に日本代表に初選出され、同年4月22日にリポビタンDチャレンジ2007アジア3か国対抗戦 韓国戦において代表デビューを果たす。さらに2011年、ジャスティン・アイブスの負傷によりラグビーワールドカップ2011の日本代表に追加招集された。

## 出演

### テレビドラマ
- ノーサイド・ゲーム（2019年7月7日 - 、TBSテレビ） - 大和航平 役[8]
- 半沢直樹 第8話（2020年9月13日、TBSテレビ）＊スポーツ紙面のアストロズ選手[9]